# Снорри Годи
Снорри Годи (исл. Snorri Goði) — исландский годи, ключевой персонаж исландских саг, в том числе «Саги о Людях с Песчаного Берега», «Саги о Битве на Пустоши» и других. Отдельно ему посвящён небольшой биографический фрагмент «Жизнь Снорри Годи» (исл. Ævi Snorra goða).

## Происхождение
Снорри происходит из влиятельной семьи и является потомком знаменитых людей, таких как Ауд Мудрая по отцу и херсира из Сурнадаля по матери. При рождении получил имя Торгрим в честь отца, но позже его прозвали Снеррир (Задира), и, наконец, Снорри. Мать Снорри — Тордис дочь Торбьёрна Кислого, отец — Торгрим Годи (ум. ок 963 (964)), сын Торстейна Трескоеда и Торы, дочери Олава Фейлана. Отец Снорри Торгрим был убит своим зятем Гисли Сурссоном, незадолго до рождения Снорри. Его мать Тордис позже вышла замуж за брата своего покойного мужа Бёрка Толстяка и переехала в его поместье в Хельгафель. Снорри получил поддержку от Торбьёрна. Когда ему было четырнадцать лет он вместе со своими приемными братьями отправился в Норвегию, где они успешно торговали. Через некоторое время после возвращения, Снорри потребовал от своего дяди и отчима Бёрка его наследство. Бёрк не захотел делить Хельгафель и потребовал за все имущество шестьдесят унций серебра. Перед своим торговым путешествием Бёрк одарил Снорри пятьюдесятью унциями, но из-за обманчиво скромной одежды Снорри предположил, что этот дар был растрачен впустую. Однако Снорри купил Хельгафель у Бёрка. Тордис также решила развестись с Бёрком и он должен был покинуть Хельгафель.
Также у Снорри были знаменитые родичи — герои саг:
- дядя по отцу Бёрк Толстяк в браке с Тордис дочь Торбьёрна Кислого (женился после смерти своего брата Торстейна Годи) дочь Турид;
- сестра по матери Турид дочь Бёрка Толстяка;
- дядя по матери Гисли сын Торбьёрна Кислого (ум. 978) (главный герой саги о Гисли) в браке Ауд дочь Вестейна-норвежца, сестра Вестейна;
- дядя по матери Торкель сын Торбьёрна Кислого в браке с Асгерд дочь Торбьёрна Тюленья Скала.

## Семья и личная жизнь
Жена Снорри — Асдис, дочь Стюра Убийцы, с которой он вступил в брак около 983 года, после того как помог Стюру спланировать убийство двух берсерков, которые доставляли неприятности Стюру и его семье. Согласно сагам, всего у Снорри было 19 детей и ещё трое детей было от служанок (всего 22).
Снорри стал активным сторонником христианства и построил несколько церквей, в том числе на своём хуторе Хельгафелл. Его четвёртый сын Гуннлауг считается первым исландцем, ставшим монахом.